# Cal Vidu (Begues)
Cal Vidu o popularment Cal Viudo, és una obra arquitectònica d'estil contemporani del municipi de Begues (Baix Llobregat) i registrada al Patrimoni Cultural de la Diputació de Barcelona.

## Descripció
Masia de grans dimensions amb annexos que conserva la unitat arquitectònica a la seva façana sud, mentre que amb el pas del temps la façana nord ha estat compartimentada en diversos habitatges de dimensions més reduïdes. L'edifici és de planta rectangular amb planta baixa i pis, i teulada de teula àrab a doble vessant amb el carener paral·lela a la façana.
Així la façana, amb tres finestres verticals a la dreta i una a l'esquerra. Les altres dues portes no estan a peu de carrer, sinó que una d'aquestes es troba igualment a la planta baixa, però lleugerament elevada respecte el nivell del terra, fet que fa que s'hi hagi d'accedir per una escala, i l'altra es troba a sobre d'aquesta, ja al pis de dalt, on s'hi accedeix igualment per una escala.
Al primer pis, a banda d'aquesta porta d'accés, hi trobem cinc finestres quadrades a la dreta de la porta, i una petita finestra, més elevada a l'esquerra. Entre les cinc finestres del pis, aproximadament cap al centre de la façana, hi ha un rellotge de sol.
La façana lateral oest de l'edifici fa cantonada amb una casa annexada a la part antiga de la masia, que té a la planta baixa, un annex que fa la funció d'aparcament, i davant de la façana ja descrita, i adossada a aquest annex, unes altres edificacions fetes de pedra i maó amb teulada a un sol vessant que tenen la funció de magatzem per a guardar eines i altres objectes.
La façana lateral est de l'edifici presenta tres portes d'accés a l'interior de l'immoble, dues a peu de carrer i una altra a nivell del primer pis, per la qual s'hi accedeix per una escala d'obra. Aquesta porta té una finestra a cada banda, i es correspon amb un altre habitatge.
De l'interior de la masia és d'interès l'embigat de fusta del dels pisos, que és l'original.
Pel que fa a la façana nord, com ja s'ha indicat, actualment es correspon amb la divisió interior en tres habitatges, cadascun amb la seva porta d'accés, però amb les finestres de la planta baixa i les del pis lleugerament desordenades respecte els corresponents eixos de simetria.

## Història
Masia fundada el segle xviii a les terres rurals i agrícoles de la família Petit, establerts a la Clota i a les Planes, degut a l'expansió familiar i patrimonial d'aquesta; posteriorment al segle xviii aquesta família s'establiria a la masia Cal Vidu, coneguda antigament com El Serral. Al segle xix hi nasqué Jaume Petit i Ros (fill de Joan Petit Romagosa i net de Joan Petit Campderrós) que va engrandir el seu patrimoni familiar fundant a Begues les Colònies Petit, l'antic Teatre Goula, el Petit Casal i el Gran Hotel Petit-Canigó, fundant així també la línia d'autobusos entre Begues i Gavà.